# روبير فاضل
روبير فاضل (12 يناير 1970  -)، رجل أعمال وسياسي لبناني، وعضو مجلس النواب عن مقعد الروم الأرثوذكس بدائرة طرابلس. وهو نجل النائب السابق موريس فاضل.

## عن حياته
درس في «مدرسة الليسيه الفرنسية اللبنانية» في بيروت، إلا إنه أوقفها بعام 1982 بسبب الاجتياح الإسرائيلي، فغادر مع والدته وأخوته إلى فرنسا التي أتم فيها شهادته الثانوية. التحق بعد ذلك «بمعهد العلوم السياسية» في باريس، ثم التحق «بالمدرسة الوطنية للإدارة». وبعد أن أنهى دراسته عاد إلى لبنان وذلك بعام 1995 وانضم إلى شركة abc التي يديرها والده، إلا غادر بعد ذلك إلى الولايات المتحدة وانظم إلى «مونيتور غروب» وذلك لاكتساب خبرة مهنية بمستوى عالمي، حيث عمل هناك بمهنه استشاري استراتيجي. وفي عام 2003 عاد بصورة نهائية إلى لبنان وأطلق «مجمع abc» في الأشرفية وتسلم إدارته. ومنذ أغسطس من عام 2009 وهو يشغل منصب رئيس مجلس إدارة ومدير عام «شركة ABC».

### نائبًا في البرلمان
دخل إلى العمل السياسي بعام 2009 عندما قرر الترشح عن مقعد الروم الأرثوذكس بدائرة طرابلس والذي كان يشغله والده موريس فاضل وذلك بعد مرض والده، ونزل بالانتخابات بالقائمة المدعومة من تحالف 14 آذار، واستطاع تحقيق النجاح بالانتخابات.

### النشاطات الاجتماعية
بالمشاركة مع عدد من رجال الأعمال اللبنانيين، قام بعام 2006 بتأسيس «مؤسسة بادر» غير الحكومية والتي تهدف إلى مساعدة رواد الأعمال اللبنانيين الشبان على تطوير كفاءاتهم ومشاريعهم. كما قام بعام 2010 بالمشاركة مع زوجته بتأسيس «جائزة موريس فاضل» وذلك إحياءً لذكراه، وهي جائزة تمنح لأفضل خطة عمل في شمال لبنان.

## حياته الأسرية
بعام 1999 تزوج من هلا فرنجيّة، وأنجبا ثلاث أبناء:
- ماري.
- سيرينا.
- موريس.

### مواقع خارجية
- الموقع الشخصي.
- مؤسسة بادر.
- جائزة موريس فاضل لأفضل خطة عمل في شمال لبنان.